# Gukeng (Yunlin)
Gukeng (chinesisch 古坑鄉, Pinyin Gǔkēng Xiāng, W.-G. KuL3-k'eng1 Hsiang1) ist eine Landgemeinde im Landkreis Yunlin in der Republik China (Taiwan).

## Lage und Beschreibung
Gukeng liegt ganz im Osten des Landkreises Yunlin und ist mit knapp 167 km² die flächenmäßig größte Gemeinde des Landkreises. Die benachbarten Gemeinden sind Douliu (Sitz der Kreisverwaltung) im Norden, Dounan im Westen, Dalin und Meishan im Südwesten bzw. Süden, Alishan im Osten und Zhushan im Nordosten. Die Topografie ist durch große Höhenunterschiede gekennzeichnet. Die Höhe über dem Meeresspiegel variiert zwischen 60 und 1750 Metern und nimmt allgemein von Westen nach Osten zu. Etwa 100 km² werden von Waldflächen eingenommen und auf etwa 50 km² wird Landwirtschaft betrieben.

## Geschichte
Nach Inbesitznahme der Insel Taiwan durch das Kaiserreich China der Qing-Dynastie in den 1680er Jahren wurde das Gebiet von Gukeng formal administrativ dem Kreis Zhuluo (諸羅縣) zugeordnet. Im Laufe der folgenden Jahrhunderte wanderten allmählich Han-chinesische Siedler zu und verdrängten oder assimilierten die örtliche indigene Bevölkerung. Nach dem Krieg von 1894/95 kam Taiwan unter japanische Herrschaft. Im Jahr 1945 wurde die Insel von der Republik China übernommen und Gukeng wurde zu einer Landgemeinde, anfänglich (1946–1950) im Landkreis Tainan und ab 1950 im neu gebildeten Landkreis Yunlin.

## Bevölkerung
Im Juli 2019 lebten 88 Angehörige indigener Völker in Gukeng, entsprechend einem Bevölkerungsanteil von 0,3 %. Im Jahr 1969 erreichte die Einwohnerzahl Gukengs mit 42.469 Personen einen historischen Höchststand und nahm seitdem nahezu kontinuierlich ab.
| Gliederung von Gukeng |
|                       |

## Administration
Gukeng ist in 20 Dörfer (村,  Cūn) untergliedert:
1 Caoling (草嶺村)

2 Zhanghu (樟湖村)

3 Guilin (桂林村)

4 Huashan (華山村)

5 Huanan (華南村)

6 Kanjiao (崁腳村)

7 Mayuan (麻園村)

8 Yongchang (永昌村)

9 Yongguang (永光村)

10 Gukeng (古坑村)

11 Nanzai (湳仔村)

12 Xiping (西平村)

13 Zhaoyang (朝陽村)

14 Tianxin (田心村)

15 Shuidui (水碓村)

16 Gaolin (高林村)

17 Hebao (荷苞村)

18 Donghe (東和村)

19 Xinzhuang (新庄村)

20 Qipan (棋盤村)

## Land- und Forstwirtschaft
Gukeng ist stark landwirtschaftlich geprägt. An Spezialprodukten werden verschiedene Sorten Ananas (auf etwa 350 ha), Orangen der Sorte Liuding (Ernte im November/Dezember), Guaven, Tee und Javaapfel (Ernte Februar, Juni und November) angebaut. Außerdem wird Ochideenzucht betrieben. Eine Spezialität Gukengs ist der Kaffeeanbau, der internationale Anerkennung gefunden hat. Die Waldgebiete werden forstwirtschaftlich genutzt.

## Verkehr
Hauptverkehrsader ist die Autobahn 3 (Nationalstraße 3), die im westlichen Abschnitt von Gukeng in Nord-Süd-Richtung verläuft. Daneben gibt es mehrere Kreisstraßen – 149, 149A (149甲), 149B (149乙), 158A (158甲) und 158B (158乙).

## Besonderheiten, Sehenswertes
Das Dorf Caoling (草嶺,  Cǎolǐng, ) ist aufgrund seiner reizvollen Landschaft (Wälder, Wasserfälle, Felsformationen etc.) zu einem Touristenziel geworden. In der Nähe des kleinen Sees Jianhu (劍湖 – „Schwertsee“, ) befindet sich die Jianhushan-Welt (劍湖山世界,  Jiàn húshān shìjiè, engl. ‚Janfusun Fancyworld‘, ), ein Vergnügungspark. Der Park zählt jährlich mehr als 2 Millionen Besucher.

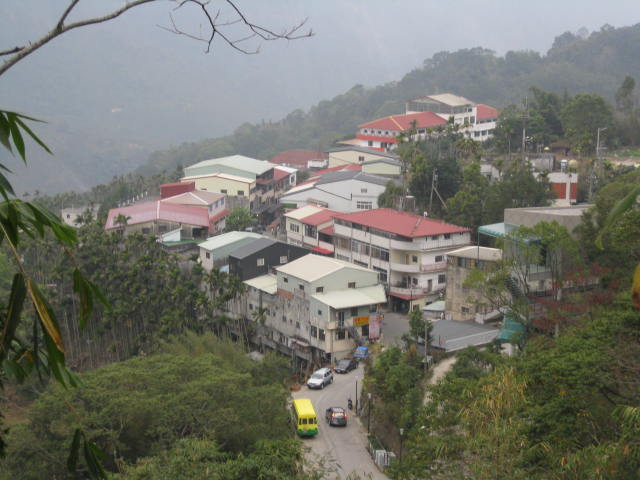
Dorf Caoling
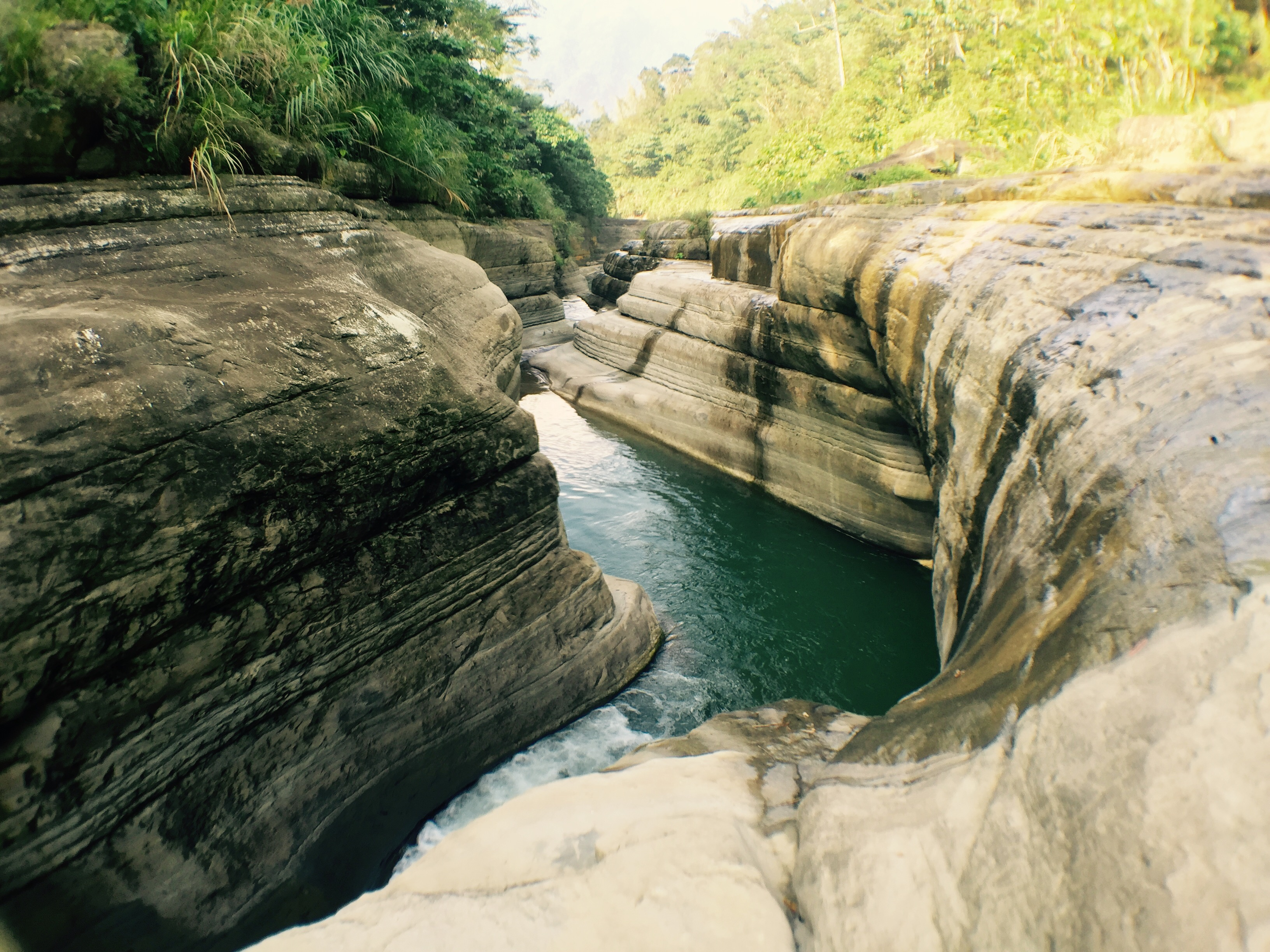
Fluss Shimankeng () im Wannian-Canyon (萬年峽谷)
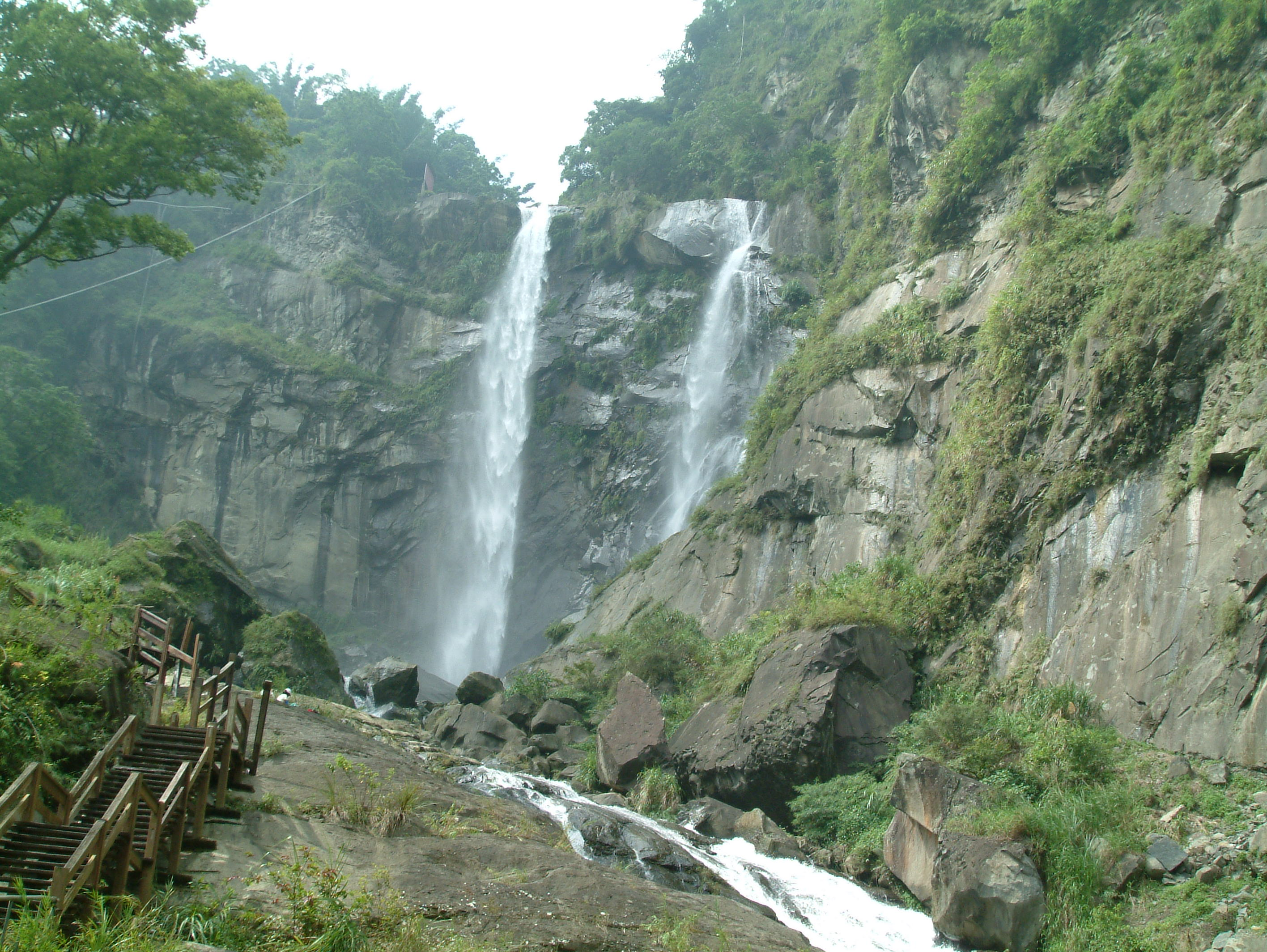
Penglai-Wasserfall ()
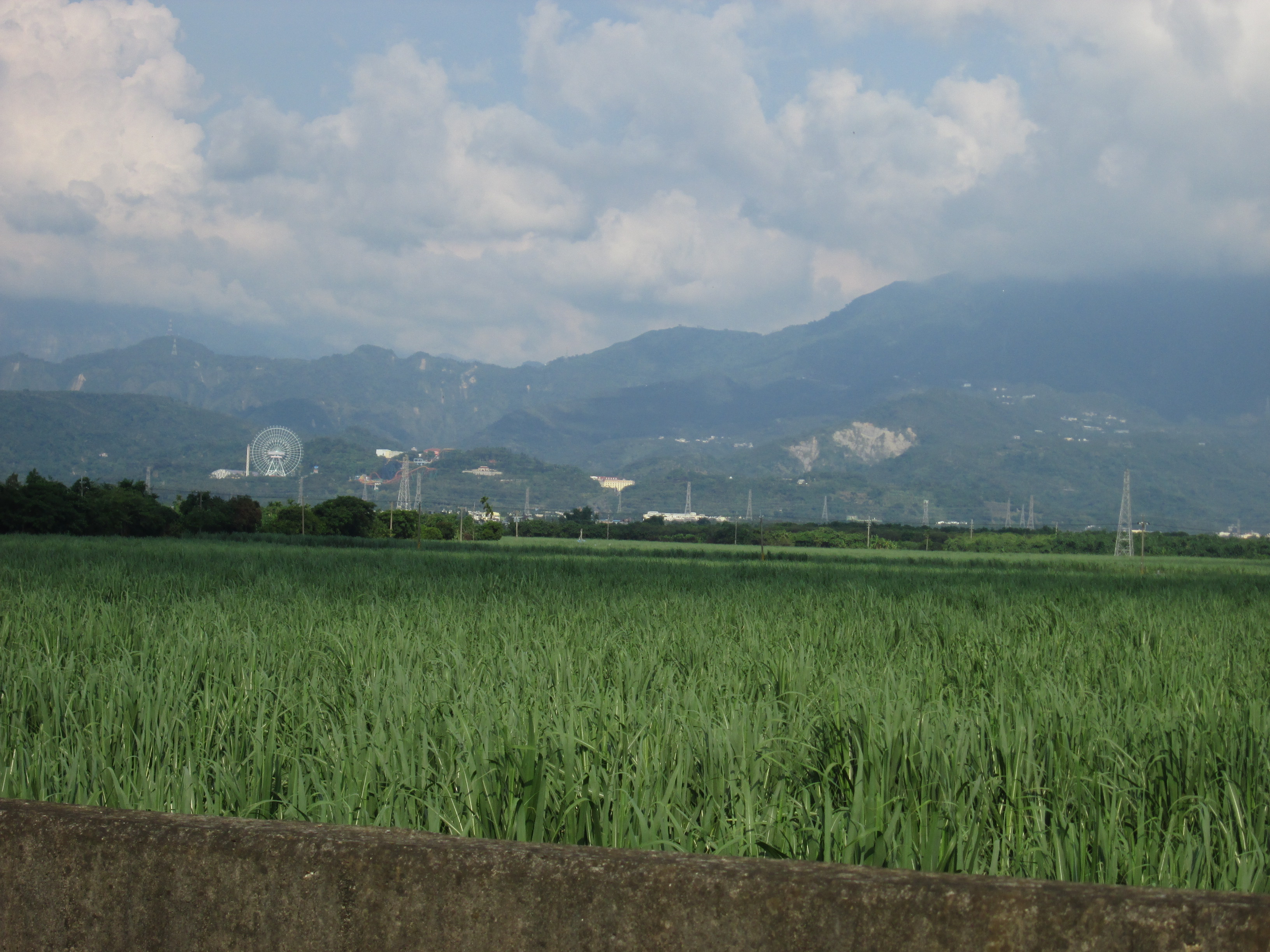
Ansicht von Gukeng (im Hintergrund das Riesenrad der Jianhushan-Welt)